# 지방도 제617호선
지방도 제617호선은 충청남도 서천군 장항읍 신창리 화천사거리와 보령시 미산면 도화담리 도화담삼거리를 잇는 충청남도의 지방도이다. 중간에 판교역을 지나는게 특징이다.

## 연혁
- 2003년 2월 20일 : 지방도 노선 폐지 및 재지정[1]
- 2012년 7월 1일 : 지방도 노선 조정[2]
- 2018년 1월 19일 : 구 국도 제4호선과 접속되는 수성 교차로 ~ 판교삼거리 1.2km 구간과 판교사거리 ~ 판교 교차로 200m 구간 폐지[3], 수성 교차로 ~ 판교 교차로 (서천군 판교면 저산리 ~ 마대리) 구간을 국도 제4호선과 중복되는 것으로 노선 변경[4]
- 2018년 6월 11일 : 기존 당정사거리 ~ 부내 교차로 구간(서천군 종천면 신검리 ~ 당정리)을 국도 제21호선 및 국도 제77호선과 중복되는 것으로 노선 변경[5]

## 주요 경유지
- 서천군
  - 장항읍 화천사거리 - 서천군민체육관 - 송림리 - 송림교 - 옥남교 - 옥남사거리 - 옥남리
  - 마서면 남전리 - 옥산삼거리 - 옥산리 - 한성사거리 - 한성리 - 해창수문
  - 종천면 해창수문 - 장구리 - 장구사거리 - 당정 교차로 - 부내 교차로 - 종천삼거리 - 랑평리 - 신검교 - 신검리 - 개복교
  - 판교면 개복교 - 상좌교 - 상좌리 - 상일교 - 수성리 - 수성 교차로 - 수성교 - 저산과선교 - 판교 교차로 - 마대리 - 갈로고개

- 보령시
  - 미산면 갈로고개 - 남심리 - 대농리 - 삼계리 - 내평삼거리 - 오동교 - 늑전삼거리 - 자라실교 - 자라실삼거리 - 평라리 - 용수리 - 중대교 - 풍계리 - 미산초등학교, 미산중학교 - 도화담교 - 도화담삼거리

## 중복 구간
- 서천군 종천면 당정 교차로 ~ 부내 교차로 : 국도 제21호선, 국도 제77호선과 중복
- 서천군 판교면 수성 교차로 ~ 판교 교차로 : 국도 제4호선과 중복

## 도로명
- 서천군 장항읍 화천사거리 ~ 서천군민체육관 : 성화로
- 서천군 장항읍 서천군민체육관 ~ 종천면 당정 교차로 : 장천로
- 서천군 종천면 당정 교차로 ~ 종천삼거리 : 충서로
- 서천군 종천면 종천삼거리 ~ 판교면 판교삼거리 : 종판로
- 서천군 판교면 판교삼거리 ~ 판교사거리 : 대백제로
- 서천군 판교면 판교사거리 ~ 도화담삼거리 : 판미로